# Samir Ələkbərov
Samir Ələkbərov (Baku, 1968. október 8. –) válogatott azeri labdarúgó, csatár, edző. Egyszeres azeri bajnoki gólkirály (1993). Háromszor választották az év labdarúgójának Azerbajdzsánban (1991, 1992, 1993).

## Pályafutása

### Klubcsapatban
1985-ben a Gyandzsik Baku, 1986-ban a Sztyepanakert, 1987 és 1994 között a Nyeftcsi Baku, 1994–95-ben az izraeli Makkabi Petah Tikvá, 1995-ben a Kür-Nur Mingəçevir, 1995 és 1998 között a Neftçi, 1999 és 2001 között a Xəzər Universiteti labdarúgója volt.
A Neftçi csapatával két azeri bajnoki címet és három kupagyőzelmet ért el. Az 1993-as idényben 16 góllal az azeri bajnokság gólkirálya lett. 1991 és 1993 között sorozatban háromszor választották az év azeri labdarúgójának.

### A válogatottban
1992 és 1996 között 16 alkalommal szerepelt az azeri válogatottban és két gólt szerzett. 1992. szeptember 17-én Tbilisziben debütált egy Grúzia elleni barátságos mérkőzésen, ahol 6–3-as hazai győzelem született. A válogatottban a tádzsik és a moldáv válogatott ellen szerzett egy-egy gólt. 1995. szeptember 6-án csereként részese volt az azeri válogatott történeték legnagyobb vereségének a francia válogatott elleni Európa-bajnoki-selejtező-mérkőzésen, ahol 10–0-s vereséget szenvedtek Auxerre-ben. 1996. október 7-én az ománi válogatott ellen szerepelt utoljára a válogatottban, ahol 2–0-s vereséget szenvedett az azeri válogatott.

### Edzőként
2002 és 2006 között a Neftçi segédedzőjeként dolgozott. 2006 és 2014 között a Xəzər Lənkəran munkatársa volt. 2006 és 2008 között segédedzőként, 2009–10-ben sportvezetőként, 2009 és 2014 között a második csapatánál tevékenykedett. 2015 és 2017 között az azeri U21-es válogatott, segédedzője, majd 2017-ben a vezetőedzője volt. 2018 óta a Sumqayıt csapatánál segédedzőként dolgozik.

## Sikerei, díjai
- Az év azeri labdarúgója (1991, 1992, 1993)

 Neftçi PFK
- Azeri bajnokság
  - bajnok (3): 1992, 1995–96, 1996–97
  - gólkirály: 1993 (16 gól)
- Azeri kupa
  - győztes (2): 1996, 1999

## Statisztika

### Mérkőzései az azeri válogatottban
| Azerbajdzsán | Azerbajdzsán         | Azerbajdzsán                             | Azerbajdzsán  | Azerbajdzsán | Azerbajdzsán  | Azerbajdzsán | Azerbajdzsán | Azerbajdzsán |
| #            | Dátum                | Helyszín                                 | Hazai         | Eredmény     | Vendég        | Kiírás       | Gólok        | Esemény      |
| ------------ | -------------------- | ---------------------------------------- | ------------- | ------------ | ------------- | ------------ | ------------ | ------------ |
| 1.           | 1992. szeptember 17. | Gurdzsaani, David Kipiani Stadion        | Grúzia        | 6 – 3        | Azerbajdzsán  | barátságos   | -            | 70'          |
| 2.           | 1993. május 25.      | Gəncə, Mərkəzi Stadion                   | Azerbajdzsán  | 1 – 0        | Grúzia        | barátságos   | -            | 75'          |
| 3.           | 1993. június 6.      | Teherán, Azadi Stadion (IRN)             | Azerbajdzsán  | 2 – 0        | Tádzsikisztán | ECO-kupa     | 1            | 62'          |
| 4.           | 1993. június 7.      | Teherán, Azadi Stadion (IRN)             | Azerbajdzsán  | 3 – 2        | Kirgizisztán  | ECO-kupa     | -            |              |
| 5.           | 1994. április 19.    | Ta’ Qali, Nemzeti Stadion                | Málta         | 5 – 0        | Azerbajdzsán  | barátságos   | -            | 46'          |
| 6.           | 1994. szeptember 2.  | Chișinău, Köztársasági Stadion           | Moldova       | 2 – 1        | Azerbajdzsán  | barátságos   | 2            | 83'          |
| 7.           | 1994. szeptember 7.  | Bukarest, Steaua Stadion                 | Románia       | 3 – 0        | Azerbajdzsán  | Eb-selejtező | -            |              |
| 8.           | 1994. október 12.    | Mielec, Stadion Stali                    | Lengyelország | 1 – 0        | Azerbajdzsán  | Eb-selejtező | -            |              |
| 9.           | 1994. november 16.   | Trabzon, Hüseyin Avni Aker Stadion (TUR) | Azerbajdzsán  | 0 – 2        | Izrael        | Eb-selejtező | -            |              |
| 10.          | 1994. december 13.   | Trabzon, Hüseyin Avni Aker Stadion (TUR) | Azerbajdzsán  | 0 – 2        | Franciaország | Eb-selejtező | -            |              |
| 11.          | 1995. március 29.    | Kassa, Všešportový areál                 | Szlovákia     | 4 – 1        | Azerbajdzsán  | Eb-selejtező | -            | 59'          |
| 12.          | 1995. április 26.    | Trabzon, Hüseyin Avni Aker Stadion (TUR) | Azerbajdzsán  | 1 – 4        | Románia       | Eb-selejtező | -            |              |
| 13.          | 1995. augusztus 16.  | Trabzon, Hüseyin Avni Aker Stadion (TUR) | Azerbajdzsán  | 0 – 1        | Szlovákia     | Eb-selejtező | -            |              |
| 14.          | 1995. szeptember 6.  | Auxerre, Stade de l’Abbé-Deschamps       | Franciaország | 10 – 0       | Azerbajdzsán  | Eb-selejtező | -            | 46'          |
| 15.          | 1996. augusztus 31.  | Bakı, Tofik Bahramov Stadion             | Azerbajdzsán  | 1 – 0        | Svájc         | vb-selejtező | -            | 89'          |
| 16.          | 1996. október 7.     | Maszkat, Sultan Qaboos Sports Complex    | Omán          | 2 – 0        | Azerbajdzsán  | barátságos   | -            | 65'          |
|              | Összesen             |                                          |               | 16           | mérkőzés      |              | 2            | gól          |